# Delias iltis
Delias iltis är en fjärilsart som beskrevs av Ribbe 1900. Delias iltis ingår i släktet Delias och familjen vitfjärilar. Inga underarter finns listade i Catalogue of Life.

## Bildgalleri

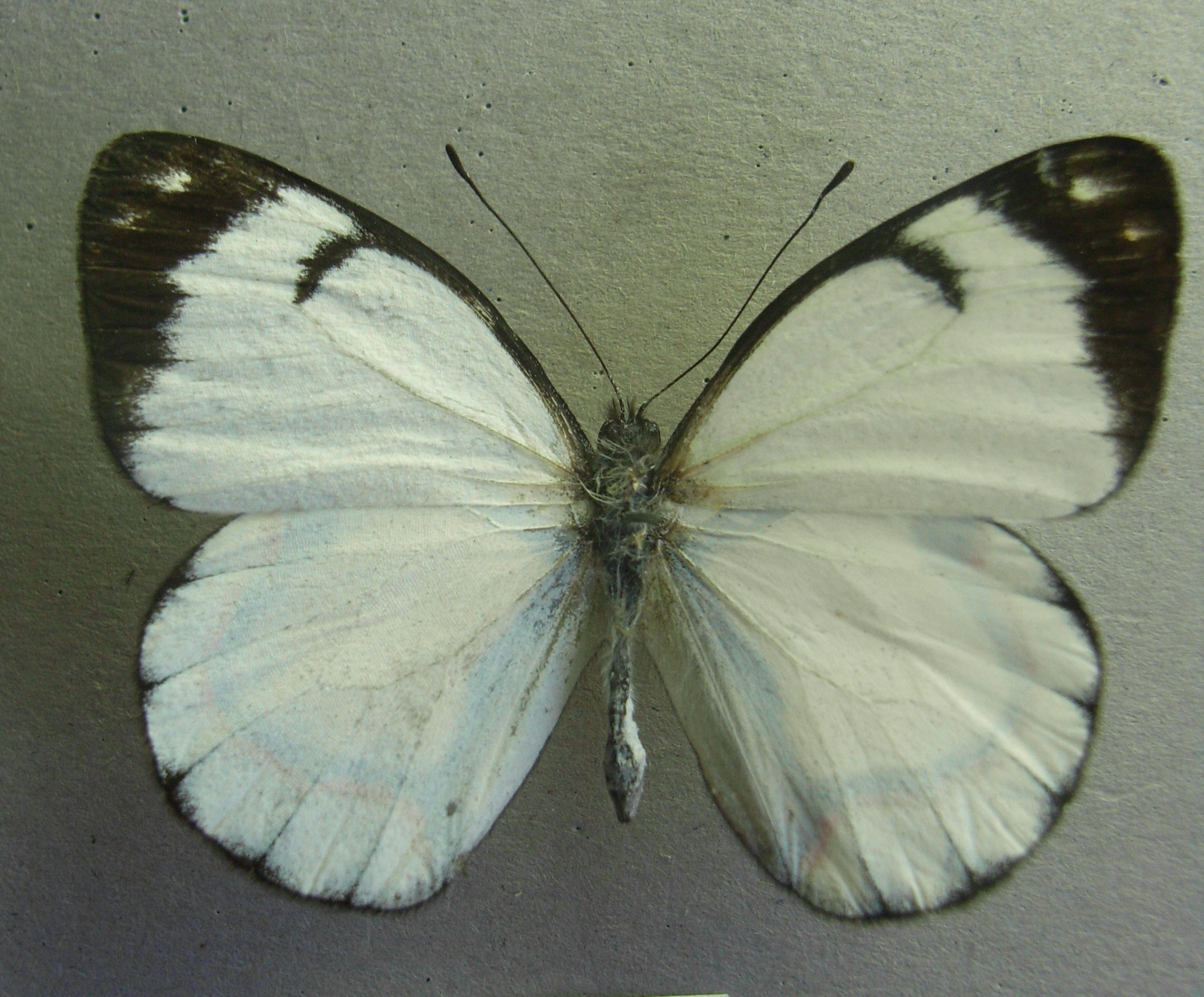
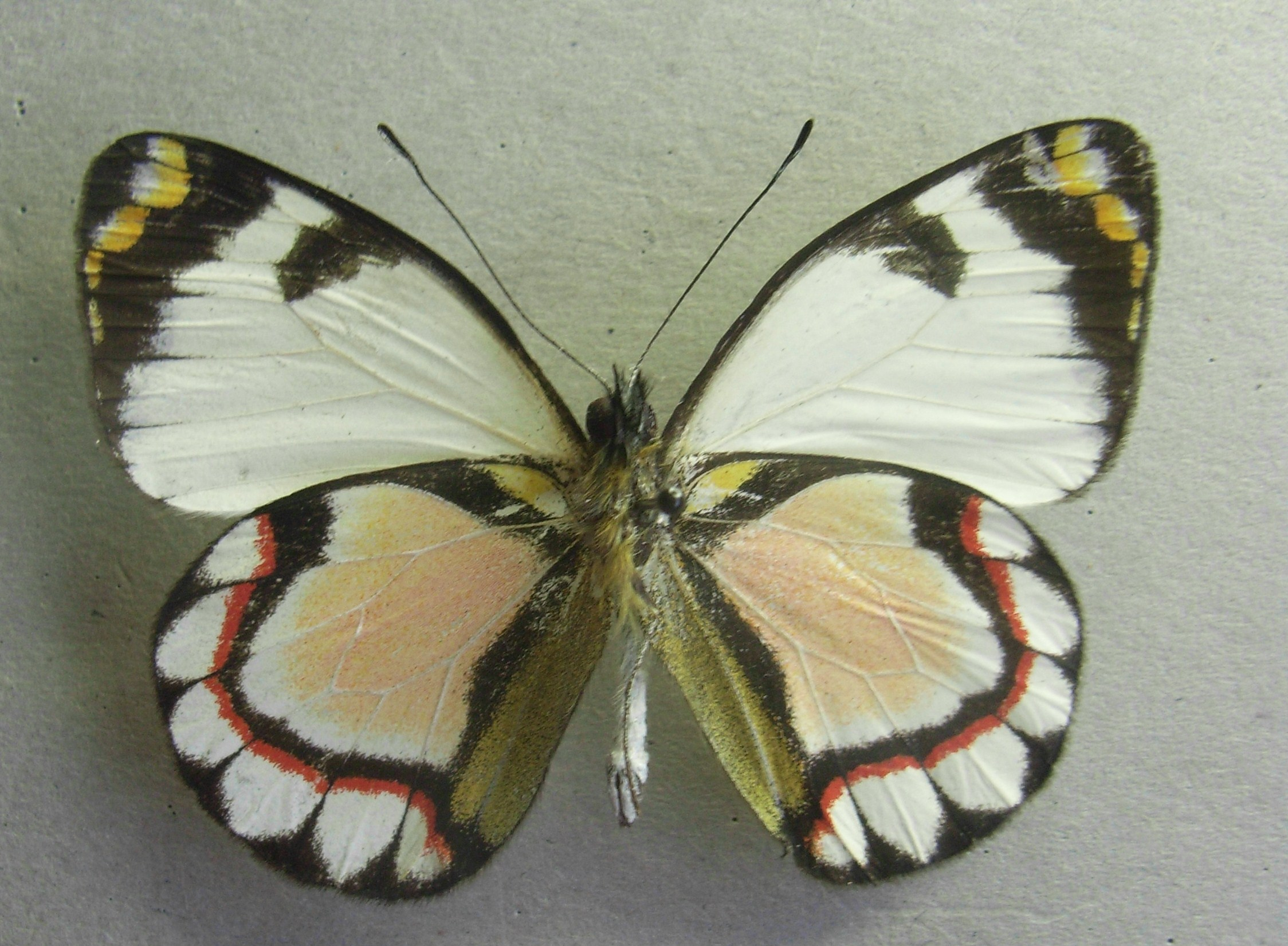